# براد باركس
براد باركس (بالإنجليزية: Brad Parks)‏ (13 يوليو 1974، نيوجيرسي في الولايات المتحدة)؛ كاتب، صحفي وروائي أمريكي. درس في كلية دارتموث.